# Nogaj járás
A Nogaj járás (oroszul: Ногайский район) Oroszország egyik járása Dagesztánban. Székhelye Terekli-Mekteb.

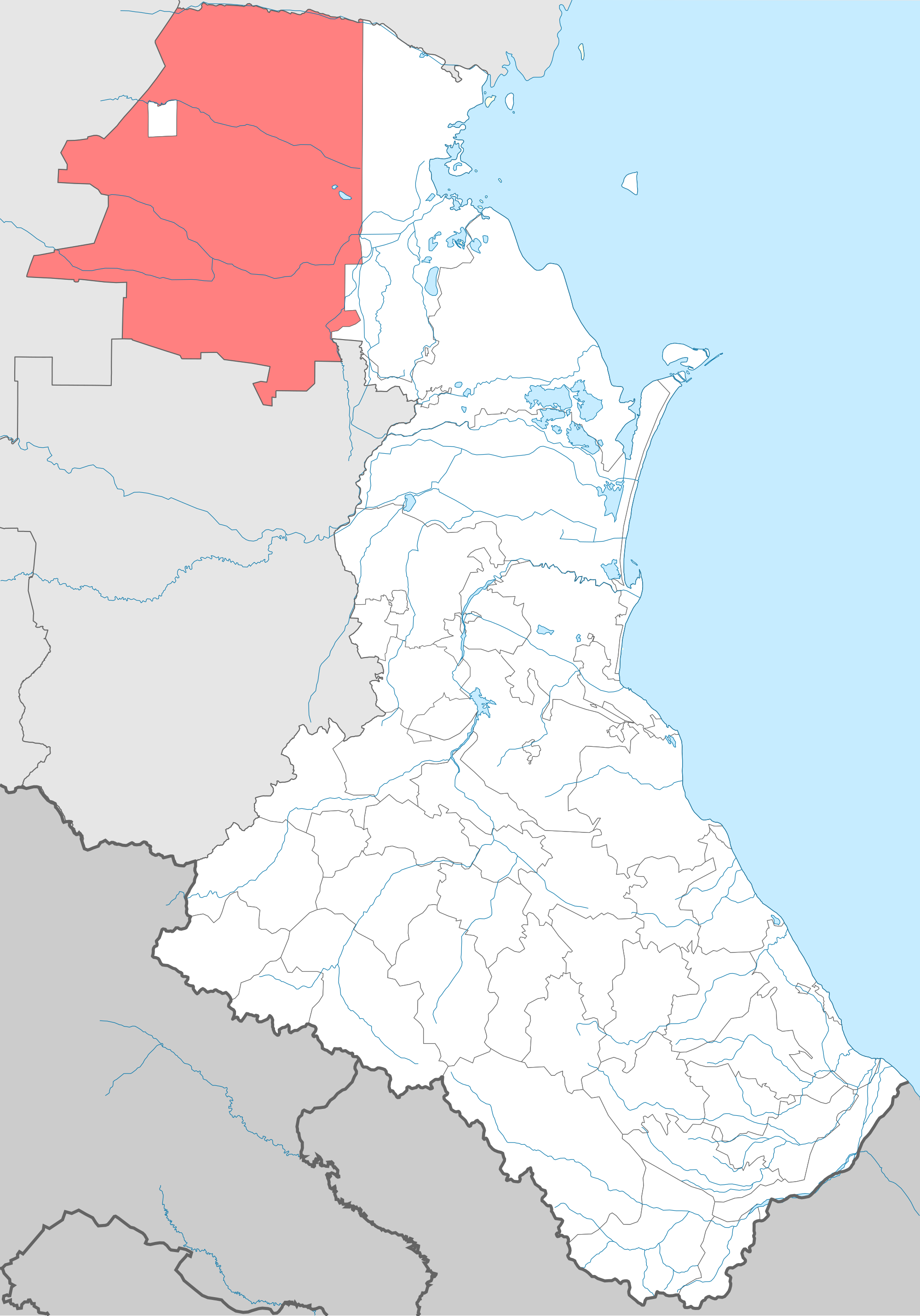
A Nogaj járás Dagesztánban

## Népesség
- 1989-ben 16 812 lakosa volt, melyből 13 396 nogaj (79,7%), 1 520 dargin (9%), 393 orosz, 369 csecsen, 287 kumik, 198 avar, 156 lak, 52 agul, 14 azeri, 11 lezg, 6 tabaszaran, 3 rutul.
- 2002-ben 21 685 lakosa volt, melyből 18 587 nogaj (85,7%), 1 777 dargin (8,2%), 334 csecsen, 256 orosz, 233 kumik, 61 avar, 46 lak, 12 azeri, 10 lezg.
- 2010-ben 22 472 lakosa volt, melyből 19 556 nogaj (87%), 1 815 dargin (8,1%), 234 orosz, 207 csecsen, 115 kazah, 101 kumik, 51 tatár, 47 avar, 28 lak, 27 kabard, 15 azeri, 8 lezg, 3 tabaszaran.